# Скандолара Рипа д'Ољо
Скандолара Рипа д'Ољо (итал. Scandolara Ripa d'Oglio) је насеље у Италији у округу Кремона, региону Ломбардија.
Према процени из 2011. у насељу је живело 563 становника. Насеље се налази на надморској висини од 48 м.

## Становништво
Према резултатима пописа становништва 2011. у општини је живело 623 становника.
| 1931. | 1936. | 1951. | 1961. | 1971. | 1981. | 1991. | 2001. | 2011. |
| ----- | ----- | ----- | ----- | ----- | ----- | ----- | ----- | ----- |
| 1.182 | 1.179 | 1.169 | 924   | 711   | 651   | 687   | 636   | 623   |